# 攻玉社中学校・高等学校
攻玉社中学校・高等学校（こうぎょくしゃちゅうがっこう・こうとうがっこう、英: Kogyokusha Junior & Senior High School）は、東京都品川区西五反田に所在し、中高一貫教育を提供する私立男子中学校・高等学校。
高等学校において、生徒を募集しない完全中高一貫校。通称は「玉社（ぎょくしゃ）」。

## 概要

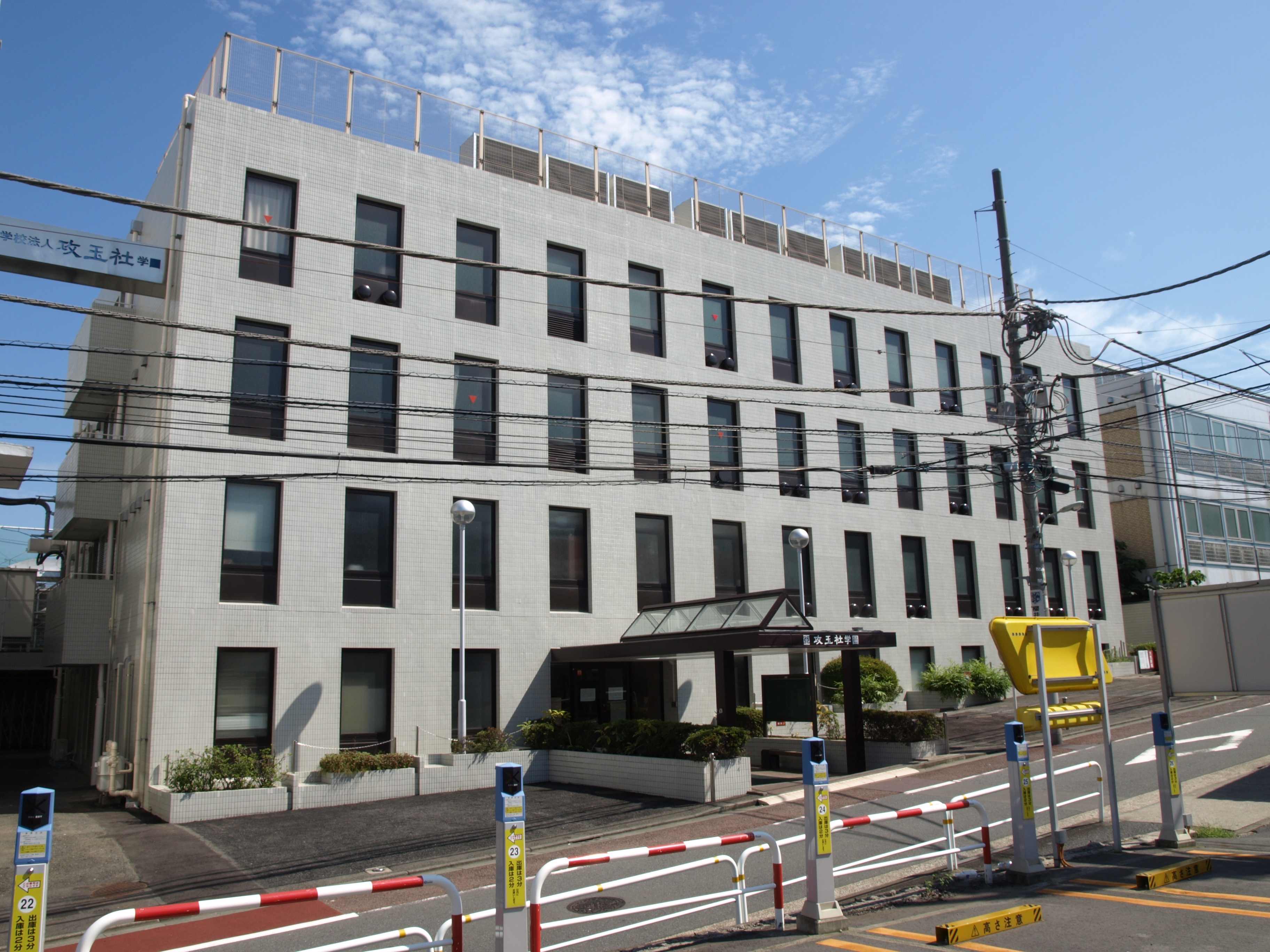
現3号館（旧攻玉社工科短大校舎）。この背後に1号館、左側に4号館が存在する。右側の建物は2号館（2009年撮影）

江戸時代末期の1863年（文久3）年、当時軍艦操練所翻訳方として江戸幕府に仕えていた近藤真琴（後の明治六大教育家の一人に数えられる）は開国して間もない日本が独立・発展するには外国の学問を謙虚に学ばなければならないと痛感し、江戸藩邸（現在の四谷）に蘭学塾を開設。当初は名を持たなかったが、間もなく「為錯塾」（いさくじゅく）と名付けられた。これは詩経の「他山の石以って錯（やすり）と為すべし」という言葉に由来する。
近藤は教育にかける思いを和歌にし次のように詠んだ。
1869年（明治2年）「攻玉塾」に改称し、築地海軍操練所（のちの海軍兵学校）内に移転。1871年（明治4年）、芝新銭座（現：浜松町）の慶應義塾跡へ移転。1872年（明治5年）、文部省より学制が頒布され、「攻玉社」として、改めて開学。明治初期には慶應義塾、同人社（のち明治20年代に廃校）と併せて「三大義塾」として並び称された。
1923年（大正12年）の関東大震災で芝新銭座の校舎が倒壊・焼失したため、1925年（大正14年）9月、西五反田の現在地に移転。白亜の鉄筋コンクリートの校舎は頑強で現在も使われている。戦前は海軍兵学校への予備校的存在として位置付けられ、広瀬武夫や鈴木貫太郎をはじめ海軍の偉人を多く輩出した。海城学園と深い関係を築いていた時期もあったが、現在は交流が途絶えている（なお、陸軍士官学校への予備校としては成城が挙げられる）。
1947年（昭和22年）、学制改革により、新制攻玉社中学校発足。翌年、新制攻玉社高等学校発足。一世紀以上の歴史を有する伝統校であり、その名は広辞苑にも記載されている。戦後は長く学力低迷に苦しんだ時期もあるが、中高一貫教育導入をはじめとした教育改革等によって大きく改善。近年は都内有数の進学校となっている。
- 校訓 - 誠意・礼譲・質実剛健 - 。1872年、学校攻玉社として改めて開学した頃に制定。
- 教育理念 - 「他山の石以て玉を攻（みが）くべし」 - 詩経の一節であり、近藤真琴の言葉。
- 校歌 - 『玉の光（たまのひかり）』

## 年表

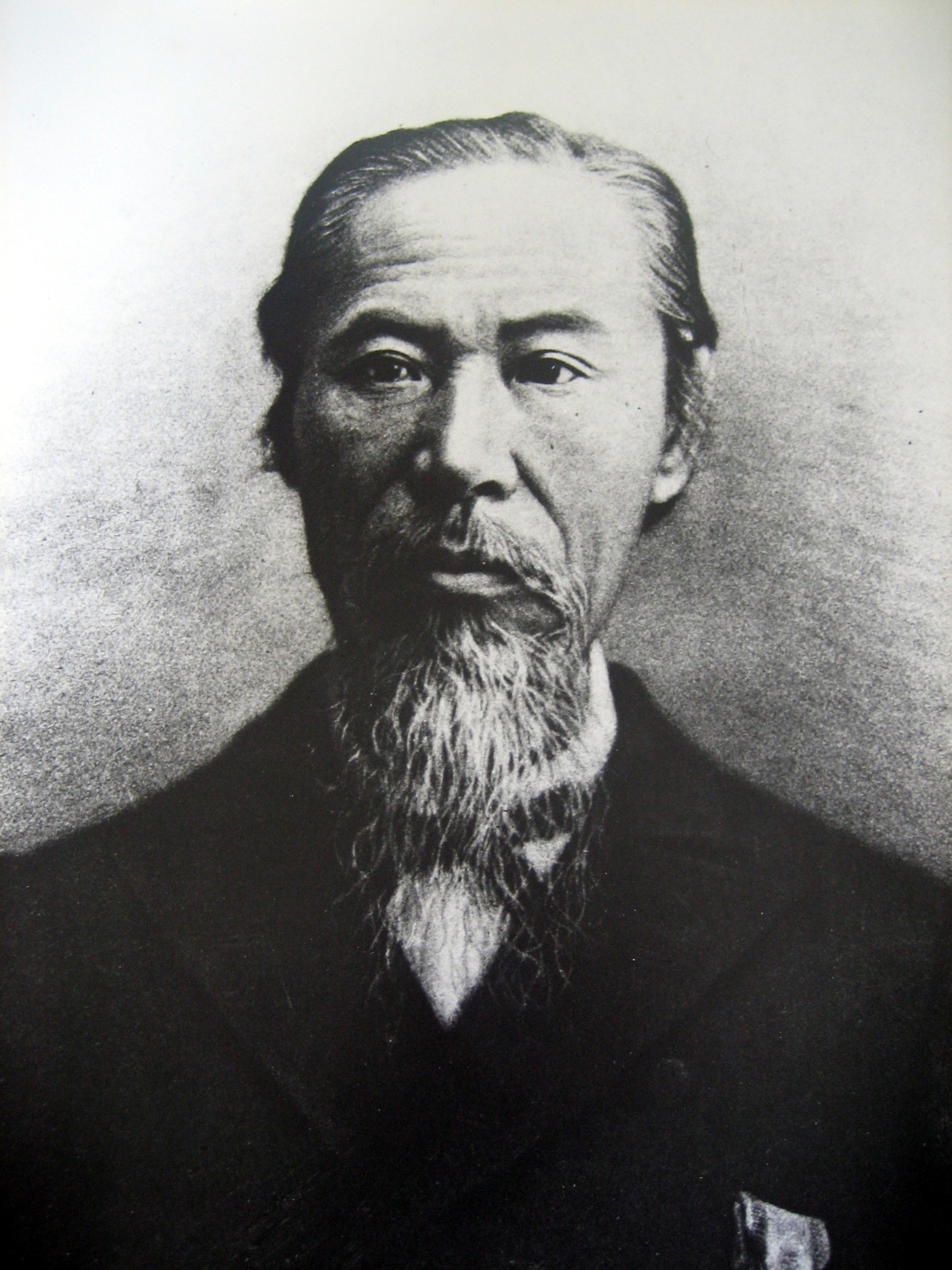
近藤真琴

- 1863年（文久03年） - 鳥羽藩の江戸屋敷内に近藤真琴が蘭学塾を開設する
- 1869年（明治02年） - 築地にあった海軍操練所へ移転。塾名を「攻玉塾」へ改称
- 1871年（明治04年） - 福澤諭吉から芝新銭座の慶應義塾の敷地を譲渡してもらうこととなり、芝新銭座へ移転
- 1872年（明治05年） - 学制施行、「攻玉社」開学。幼年科（現在の中学校課程）を設置し、それまでのものを壮年科と改称
- 1875年（明治08年） - 航海測量習練所（その後、商船学校に改称）を設置
- 1876年（明治09年） - 女子科開設
- 1877年（明治10年） - 中年科設置
- 1879年（明治12年） - 海軍志願者のため別科を開設
- 1880年（明治13年） - 陸地測量習練所を設置、航海測量習練所を商船黌と改称
- 1881年（明治14年） - 火災により校舎を一部焼失。商船学校の分校を三重県鳥羽市に設置。現在の国立鳥羽商船高等専門学校の前身
- 1884年（明治17年） - 陸地測量習練所を量地黌に改称
- 1885年（明治18年） - 壮年科・中年科を青年科と改称
- 1886年（明治19年） - 専修数学科を設置、および商船黌廃校。同年近藤真琴死去
- 1888年（明治21年） - 量地黌を土木科に改める
- 1889年（明治22年） - 海軍予備科を設置
- 1893年（明治26年） - 青年科を尋常中学校と改称
- 1897年（明治30年） - 海軍予備科を海軍中学校と、幼年科を海軍中学校予科と改称、女子科廃止
- 1898年（明治31年） - 海軍中学校と海軍中学校予科を尋常中学校に併合
- 1899年（明治32年） - 尋常中学校を中学校と改称
- 1901年（明治34年） - 土木科を工学校に改組
- 1920年（大正09年） - 攻玉社を財団法人に組織変更
- 1921年（大正10年） - 高等工学校を設置（攻玉社工科短期大学の前身）
- 1923年（大正12年） - 関東大震災により校舎全焼、海城中学校で授業再開
- 1925年（大正14年） - 荏原郡大崎町桐ヶ谷（現：品川区西五反田5丁目）へ移転
- 1931年（昭和06年） - 商業学校を設置。後に商業科へ再編
- 1939年（昭和14年） - 工学校を工業学校に改編
- 1944年（昭和19年） - 商業学校を第一工業学校に転換、工業学校を第二工業学校に改称
- 1945年（昭和20年） - 太平洋戦争の空襲により木造校舎全焼
- 1946年（昭和21年） - 第一工業学校を商業学校、第二工業学校を工業学校と改称
- 1947年（昭和22年） - 学制改革により新制攻玉社中学校を設置
- 1948年（昭和23年） - 学制改革により、旧制の中学校と商業学校は新制攻玉社高等学校に、工業学校は攻玉社工業高等学校（定時制）に改組
- 1950年（昭和25年） - 攻玉社短期大学開学。
- 1951年（昭和26年） - 攻玉社を学校法人攻玉社学園に組織変更
- 1953年（昭和28年） - 学友会（生徒会）発足
- 1954年（昭和29年） - 商業科を独立して、攻玉社商業高等学校として設置
- 1956年（昭和31年） - 本館（現4号館）増築
- 1962年（昭和37年） - 工業高等学校の募集停止。3年後休校に
- 1965年（昭和38年） - 講堂兼体育館新築
- 1966年（昭和41年） - 中高6か年を統一のカリキュラムとする一貫教育を開始
- 1969年（昭和44年） - 生徒の制服を、ボタン留めからホック留めの詰襟に変更（現行のタイプ）
- 1971年（昭和46年） - 商業高等学校の募集停止。3年後休校に
- 1979年（昭和54年） - 工業高等学校を正式に廃止
- 1980年（昭和55年） - 文化祭の名称を輝玉祭に変更
- 1990年（平成02年） - 帰国子女に専門の教育を行う国際学級を開設
- 1995年（平成07年） - 2号館竣工、商業高等学校を正式に廃止
- 2001年（平成08年） - 専門学校休校、講堂兼体育館解体
- 2003年（平成15年） - 1号館（新校舎）が完成
- 2007年（平成19年） - 攻玉社工科短期大学休校
- 2008年（平成20年） - 専門学校および工科短期大学廃止
- 2009年（平成21年） - 3号館改修竣工
- 2012年（平成24年） - 高等学校からの生徒募集休止、完全中高一貫校化[4]

## 教育課程
攻玉社では中高6年間を2年ずつの3つのステージに分けて、生徒一人ひとりの学力向上を図っている。ステージ1（中学1年、中学2年）では攻玉社男子としての土台を構築し、ステージ2（中学3年、高校1年）では生徒一人ひとりの個を伸ばし、ステージ3（高校2年、高校3年）では人間形成の総仕上げを目指していく。
- 中学1年（1年生）-「可能性を見出し、自信を引き出す」
- 中学2年（2年生）-「知的好奇心を持ち、自ら学ぶ姿勢を身につける」
- 中学3年（3年生）-「自ら考え、行動する意識を育む」
- 高校1年（4年生）-「課題を見つけ、解決する力を鍛える」
- 高校2年（5年生）-「仲間を巻き込む発信力を身に付ける」
- 高校3年（6年生）-「自分の可能性を切り拓く力を高める」

このカリキュラムは攻玉社の進学実績にも貢献している。2022年は東京大学に12(8)人、東京工業大学に12(8)人、早稲田大学に101(85)人、慶應義塾大学に78(64)人、上智大学に29(23)名、東京理科大学に94(69)名、と、多くの有名大学に合格者を出している。

## 交通アクセス
- 東急目黒線 不動前駅より徒歩2分

## 部活動
- 硬式野球部
- 中学野球部
- 剣道部
- 柔道部
- 水泳部
- 陸上競技部
- サッカー部
- テニス部
- ソフトテニス部
- バスケットボール部
- バレーボール部
- バドミントン部
- 卓球部
- スキー同好会
- インディアカ愛好会
- 鉄道研究部
- 歴史研究部
- コンピュータ部
- 理化学部
- 生物部
- 写真部
- 吹奏楽部
- 美術部
- 将棋部
- 放送同好会
- 攻玉社ボランティア同好会
- ガンダム研究部
- 数学研究愛好会
- レゴ部
- トレッキング同好会
- クイズ研究部
- AAA愛好会
- 地政学愛好会

## 主な学校行事
校外オリエンテーション（中1）
- 入学式直後の4月中旬に静岡県掛川市のレジャー施設ヤマハリゾートつま恋で2泊3日行われる。以前は、箱根で実施されていたこともある。（2022年度は新型コロナウィルス感染拡大のため駒沢オリンピック公園にて日帰りで実施。）

耐久歩行大会
- 毎年5月中旬に授業の一環として行われる学校行事。中学生は約16km、高校生は約20kmの距離を、横浜市のこどもの国の外周に沿って歩く。かつては多摩川沿いを往復するコースで、中学生は約20km（新二子橋～多摩川原橋間往復）、高校生は約33km（新二子橋～関戸橋）、途中の河原にチェックポイントが設けられていた。

林間学校（中1）
- 毎年夏休み中に、長野県志賀高原で3泊4日の日程で行われる。かつては、会津磐梯山で実施されていた。

水辺の学校（中2）
- 山梨県富士河口湖町西湖で、毎年夏休み中に行われる。

自由研究発表会（中1・中2）
- 中学生に課題として出される自由研究を発表する大会。

海外研修
- 中3、高1の希望者を対象に8月の夏休みに2週間、オーストラリアの現地校で語学研修をする。かつては、アメリカのサンフランシスコ、ロサンゼルス、サンディエゴで実施されていた。

輝玉祭
- 文化祭は「輝玉祭（きぎょくさい）」という名称で9月下旬に2日間にわたって開催される。

体育大会
- 駒沢オリンピック公園で中学校と高校で別の日に行われる。

修学旅行（高1）
- 11月中旬に奈良県、京都府や姉妹校である鳥羽商船高等専門学校に行く。4泊5日。

校外学習（中1～中3）
- 11月中旬に各学年毎に、異なる場所へ日帰りで行く。

スキー学校（中3）
- 1月中旬に長野県北志賀竜王スキー場にて3泊4日行われる。以前は、長野県菅平にて、学校所有の宿泊施設を利用して実施されていた。

英語暗唱大会（中1～中3）
- 中学生のみ毎年2月に行われる暗唱大会。

## 入試
中学入試のみである。入試のタイプが複数ある。4教科型（国語、算数、理科、社会）の入試は第1回100名、第2回80名、特別選抜（算数のみ）の入試は20名、国際学級は2教科型（国語、算数）は20名、1教科型（英語のみ）は20名の募集人員で実施される。